# چپتسه پژنه
چپتسه پژنه (به لاتین: Trzebce-Perzyny) یک سکونتگاه مسکونی در لهستان است که در Gmina Wielgomłyny واقع شده‌است.